# James Bartlett
James Alfred „Jimmy“ Bartlett (* 1. Mai 1908 in Northampton, England; † 30. Juli 1971 in Bowmanville, Ontario, Kanada) war ein kanadischer Marathonläufer.
1931 wurde er bei der kanadischen Vorausscheidung für die Olympischen Spiele 1932 Neunter in 2:56:49 h. 
1933 wurde er Kanadischer Vizemeister in 2:48:56 h und gewann den Marathon um den Couchiching-See in 2:50:18 h. Im Jahr darauf wurde er erneut nationaler Vizemeister in 2:44:38 h und gewann einen Marathon in Montreal in 2:46:32 h. Nach einem vierten Platz bei der Kanadischen Meisterschaft 1935 kam er bei den Olympischen Spielen 1936 in Berlin auf den 15. Platz in 2:48:22 h.
1937 wurde er Dritter bei der US-amerikanischen Meisterschaft, siegte bei der Kanadischen Meisterschaft in 2:41:30 h und kam beim Yonkers-Marathon auf den sechsten Platz. Im Jahr darauf wurde er Fünfter bei den British Empire Games in Sydney, gewann einen Marathon in Hamilton mit seiner persönlichen Bestzeit von 2:36:35 h und wurde Vierter bei der Kanadischen Meisterschaft.